# Comuna de Nowe Miasto nad Wartą
Nowe Miasto nad Wartą (polaco: Gmina Nowe Miasto nad Wartą) é uma gminy (comuna) na Polónia, na voivodia de Grande Polónia e no condado de Średzki. A sede do condado é a cidade de Nowe Miasto nad Wartą.
De acordo com os censos de 2007, a comuna tem 9334 habitantes, com uma densidade 75,6 hab/km².

## Área
Estende-se por uma área de 119,54 km², incluindo:
- área agrícola: 72%
- área florestal: 19%

## Demografia
Dados de 30 de Junho 2004:
|                      | Total   | Total | Mulheres | Mulheres | Homens  | Homens |
| -------------------- | ------- | ----- | -------- | -------- | ------- | ------ |
|                      | pessoas | %     | pessoas  | %        | pessoas | %      |
| População            | 9034    | 100   | 4526     | 50,1     | 4508    | 49,9   |
| Densidade (pop./km²) | 75,6    | 100   | 37,9     | 37,9     | 37,7    | 37,7   |

De acordo com dados de 2002, o rendimento médio per capita ascendia a 1477,13 zł.

## Subdivisões
- Boguszyn, Boguszynek, Chocicza, Chromiec, Chwalęcin, Dębno, Klęka, Kolniczki, Komorze Nowomiejskie, Kruczyn, Kruczynek, Michałów, Nowe Miasto nad Wartą, Radliniec, Rogusko, Skoraczew, Stramnice, Szypłów, Wolica Kozia, Wolica Pusta.

## Comunas vizinhas
- Jaraczewo, Jarocin, Krzykosy, Książ Wielkopolski, Miłosław, Żerków